# Pobladura de Pelayo García (kommunhuvudort)
Pobladura de Pelayo García är en kommunhuvudort i Spanien.   Den ligger i provinsen Provincia de León och regionen Kastilien och Leon, i den nordvästra delen av landet, 270 km nordväst om huvudstaden Madrid. Pobladura de Pelayo García ligger 797 meter över havet och antalet invånare är 532.
Terrängen runt Pobladura de Pelayo García är platt, och sluttar söderut. Runt Pobladura de Pelayo García är det glesbefolkat, med 18 invånare per kvadratkilometer. Närmaste större samhälle är La Bañeza, 17,4 km väster om Pobladura de Pelayo García. Trakten runt Pobladura de Pelayo García består till största delen av jordbruksmark.